# Brenda Schultz-McCarthy

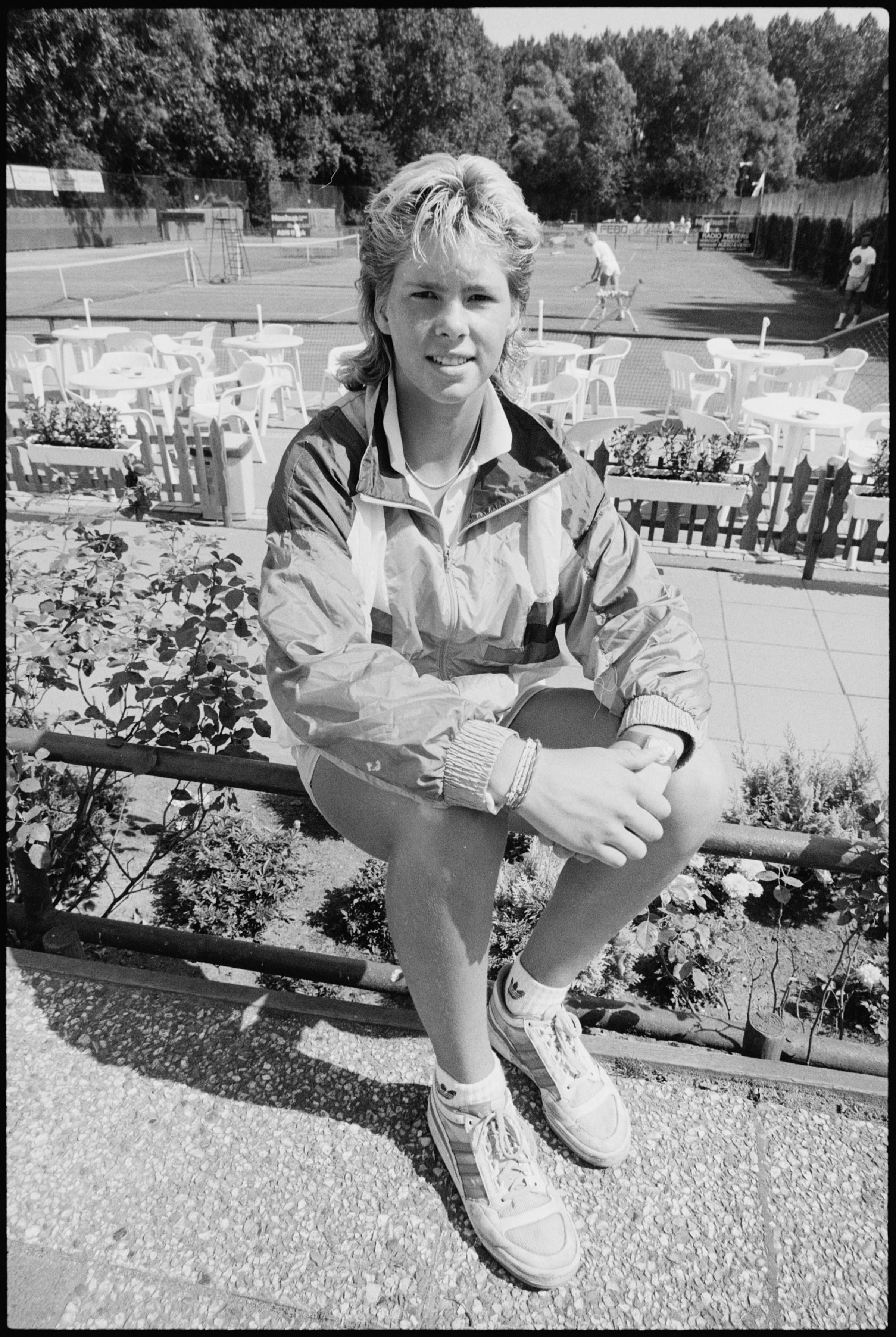
Brenda Schultz in Amsterdam, 1988.

Brenda Anne Marie Schultz-McCarthy (Haarlem, 28 december 1970) is een voormalig professioneel tennisspeelster uit Nederland.
Schultz-McCarthy was meer dan tien jaar lang Nederlands hoogst geklasseerde tennisspeelster. Schultz stond voornamelijk in de belangstelling van de media vanwege haar harde service, die toentertijd de hardste was in het circuit van de vrouwen. In de periode 1990-1997 sloeg zij ieder jaar de hardst gemeten service in het circuit. Na haar comeback bleek zij nog steeds erg hard te kunnen serveren. Op het WTA-toernooi van Cincinnati 2006 pakte zij haar record, dat inmiddels op naam van Venus Williams stond, terug en bracht het op 209,2 km/h (130 mph). In 2014 werd zij door Sabine Lisicki overtroefd met 210,8 km/h.

## Loopbaan
Schultz verliet haar ouderlijk huis op elfjarige leeftijd om zich op haar tenniscarrière te concentreren. Vanaf dat moment speelde zij in de zwaarste toernooien, kreeg zij les van 's werelds beste coaches en werd zij klaargestoomd door middel van intensieve trainingtechnieken.
In 1986 maakte Schultz de overstap naar het profcircuit; een jaar later maakte zij haar grandslamdebuut waar zij in de eerste ronde van het US Open verloor. Weer een jaar later, in 1988, geraakte zij tot de vierde ronde op Roland Garros. In hetzelfde jaar 1988 won zij het meisjesenkelspeltoernooi van Wimbledon. Haar beste grandslamresultaten behaalde zij in 1995 toen zij zowel op het US Open als op Wimbledon de kwartfinale wist te bereiken. Datzelfde jaar werd zij uitgeroepen tot "Female Rookie of the Year". Ook bij het Australian Open wist zij enkele malen de vierde ronde te bereiken. Daarmee toonde zij aan een allround tennisspeelster te zijn. In het slottoernooi van het jaar, waar alleen de beste 16 speelsters van dat jaar in actie komen, mocht Schultz viermaal op rij meedoen, met een halvefinaleplaats in 1995 als beste resultaat. Meer dan twintig jaar lang bleef Schultz de laatste Nederlandse tennisspeelster die aan het eindejaarskampioenschap mocht meedoen, tot zij in 2018 werd opgevolgd door Kiki Bertens.
Gedurende haar loopbaan won Schultz zeven WTA-toernooien in het enkelspel en won zij negen keer een dubbelspelfinale. Verder bereikte zij negen enkelspelfinales en tien dubbelspelfinales die zij verloor. In totaal verdiende zij meer dan 2,6 miljoen Amerikaanse dollar. Op 20 mei 1996 bereikte zij haar hoogste enkelspelpositie op de wereldranglijst, de negende plaats. Enkele maanden daarvoor, op 2 oktober 1995, behaalde zij haar hoogste dubbelspelklassering, de zevende positie.
Schultz trouwde met de Amerikaan Sean McCarthy (voormalig Americanfootballspeler) in Heemstede op 8 april 1995.
Schultz nam in 1999 afscheid van de tenniswereld. Zij richtte vervolgens haar eigen tennisschool op in Ferrum, Virginia in de Verenigde Staten. In 2005 keerde zij echter terug op de internationale tennisbanen, toen zij voor Nederland meedeed in de Fed Cup. Na deze rentrée besloot zij in 2006, in navolging van Martina Hingis, haar beroepscarrière weer op te pakken.
Op 9 maart 2006 maakte zij haar rentrée in het WTA-circuit tijdens het toernooi van Indian Wells waarvoor zij een wildcard had gekregen. Tijdens het toernooi verloor zij in de eerste ronde met 4–6, 2–6 van de Japanse Aiko Nakamura. Eerder in 2006 had zij al tevergeefs geprobeerd zich te kwalificeren voor de toernooien van Tokio en Memphis. Voor het Nederlandse grastoernooi in Rosmalen kreeg Schultz een wildcard – zij wist twee partijen te winnen en bereikte de kwartfinale. In juni 2007 won zij een ITF-toernooi in Surbiton. Eind 2008 heeft zij haar loopbaan voor de tweede maal beëindigd en is zij zich weer volledig gaan richten op haar tennisschool.

## Posities op deWTA-ranglijst
Positie per einde seizoen:
| jaar | rang enkelspel | rang dubbelspel |
| ---- | -------------- | --------------- |
| 1987 | 149            | 318             |
| 1988 | 40             | 88              |
| 1989 | 83             | 31              |
| 1990 | 43             | 34              |
| 1991 | 30             | 60              |
| 1992 | 33             | 35              |
| 1993 | 40             | 27              |
| 1994 | 15             | 31              |
| 1995 | 13             | 14              |
| 1996 | 12             | 18              |
| 1997 | 15             | 45              |
| 1998 | 181            | 187             |
|      |                |                 |
| 2006 | 296            | –               |
| 2007 | 199            | –               |
| 2008 | 362            | –               |

## Palmares
| Legenda                |
| ---------------------- |
| Grandslamtoernooi      |
| Olympische Spelen      |
| Year-End Championships |
| Tier I                 |
| Tier II                |
| Tier III               |
| Tier IV & V            |

### WTA-finaleplaatsen enkelspel
| nr.              | datum      | toernooi        | cat.     | ($)     | ondergrond    | tegenstandster      | score         |
| ---------------- | ---------- | --------------- | -------- | ------- | ------------- | ------------------- | ------------- |
| gewonnen finales |            |                 |          |         |               |                     |               |
| 1.               | 1991-08-25 | WTA Schenectady | Tier V   | 100.000 | hardcourt     | Alexia Dechaume     | 7-6, 6-2      |
| 2.               | 1992-06-14 | WTA Birmingham  | Tier IV  | 150.000 | gras          | Jenny Byrne         | 6-2, 6-2      |
| 3.               | 1993-05-02 | WTA Tarente     | Tier IV  | 100.000 | gravel        | Debbie Graham       | 7-6, 6-2      |
| 4.               | 1995-02-16 | WTA Oklahoma    | Tier III | 161.250 | hardcourt (i) | Jelena Lichovtseva  | 6-1, 6-2      |
| 5.               | 1995-11-05 | WTA Québec      | Tier III | 161.250 | tapijt (i)    | Dominique Monami    | 7-6, 6-2      |
| 6.               | 1996-02-25 | WTA Oklahoma    | Tier III | 164.250 | hardcourt (i) | Amanda Coetzer      | 6-3, 6-2      |
| 7.               | 1997-10-26 | WTA Québec      | Tier III | 164.250 | hardcourt (i) | Dominique Van Roost | 6-4, 6-7, 7-5 |
| verloren finales |            |                 |          |         |               |                     |               |
| 1.               | 1988-02-28 | WTA Oklahoma    | Tier V   | 100.000 | hardcourt (i) | Lori McNeil         | 3-6, 2-6      |
| 2.               | 1988-04-24 | WTA Taipei      | Tier V   | 50.000  | tapijt (i)    | Stephanie Rehe      | 4-6, 4-6      |
| 3.               | 1989-01-08 | WTA Brisbane    | Tier V   | 150.000 | hardcourt     | Helena Suková       | 6-7, 6-7      |
| 4.               | 1992-07-12 | WTA Palermo     | Tier IV  | 100.000 | gravel        | Mary Pierce         | 1-6, 7-6, 1-6 |
| 5.               | 1992-08-30 | WTA Schenectady | Tier V   | 100.000 | hardcourt     | Barbara Rittner     | 6-7, 3-6      |
| 6.               | 1994-02-20 | WTA Oklahoma    | Tier III | 150.000 | hardcourt (i) | Meredith McGrath    | 6-7, 6-7      |
| 7.               | 1994-05-15 | WTA Berlijn     | Tier I   | 750.000 | gravel        | Steffi Graf         | 6-7, 4-6      |
| 8.               | 1994-07-10 | WTA Palermo     | Tier IV  | 100.000 | gravel        | Irina Spîrlea       | 4-6, 6-1, 6-7 |
| 9.               | 1994-11-06 | WTA Québec      | Tier III | 150.000 | tapijt (i)    | Katerina Maleeva    | 3-6, 3-6      |

### WTA-finaleplaatsen vrouwendubbelspel
| nr.              | datum      | toernooi         | cat.     | ($)       | ondergrond    | partner           | tegenstandsters                       | score         |         |
| ---------------- | ---------- | ---------------- | -------- | --------- | ------------- | ----------------- | ------------------------------------- | ------------- | ------- |
| gewonnen finales |            |                  |          |           |               |                   |                                       |               |         |
| 1.               | 1989-04-23 | WTA Tampa        | Tier IV  | 200.000   | gravel        | Andrea Temesvári  | Elise Burgin Rosalyn Fairbank         | 7-6, 6-4      |         |
| 2.               | 1993-05-02 | WTA Tarente      | Tier IV  | 100.000   | gravel        | Debbie Graham     | Petra Langrová Mercedes Paz           | 6-0, 6-4      |         |
| 3.               | 1995-02-12 | WTA Chicago      | Tier II  | 430.000   | tapijt (i)    | Gabriela Sabatini | Tami Jones Marianne Werdel            | 5-7, 7-6, 6-4 |         |
| 4.               | 1995-08-20 | WTA Toronto      | Tier I   | 806.250   | hardcourt     | Gabriela Sabatini | Martina Hingis Iva Majoli             | 4-6, 6-0, 6-3 | details |
| 5.               | 1996-02-25 | WTA Oklahoma     | Tier III | 164.250   | hardcourt (i) | Chanda Rubin      | Katrina Adams Debbie Graham           | 6-4, 6-3      |         |
| 6.               | 1996-03-16 | WTA Indian Wells | Tier II  | 550.000   | hardcourt     | Chanda Rubin      | Julie Halard-Decugis Nathalie Tauziat | 6-1, 6-4      |         |
| 7.               | 1996-05-05 | WTA Hamburg      | Tier II  | 450.000   | gravel        | Arantxa Sánchez   | Gigi Fernández Martina Hingis         | 4-6, 7-6, 6-4 |         |
| 8.               | 1996-06-22 | WTA Rosmalen     | Tier III | 164.250   | gras          | Larisa Neiland    | Kristie Boogert Helena Suková         | 6-4, 7-6      | details |
| 9.               | 1996-10-27 | WTA Québec       | Tier III | 164.250   | tapijt (i)    | Debbie Graham     | Amy Frazier Kimberly Po               | 6-1, 6-4      |         |
| verloren finales |            |                  |          |           |               |                   |                                       |               |         |
| 1.               | 1989-07-16 | WTA Arcachon     | Tier V   | 100.000   | gravel        | Mercedes Paz      | Sandra Cecchini Patricia Tarabini     | 3-6, 6-7      |         |
| 2.               | 1990-11-04 | WTA Nashville    | Tier IV  | 150.000   | hardcourt (i) | Caroline Vis      | Kathy Jordan Larisa Savtsjenko        | 1-6, 2-6      |         |
| 3.               | 1993-05-16 | WTA Berlijn      | Tier I   | 750.000   | gravel        | Debbie Graham     | Gigi Fernández Natallja Zverava       | 1-6, 3-6      |         |
| 4.               | 1993-07-11 | WTA Palermo      | Tier IV  | 100.000   | gravel        | Silvia Farina     | Karin Kschwendt Natalia Medvedeva     | 4-6, 6-7      |         |
| 5.               | 1994-05-08 | WTA Rome         | Tier I   | 750.000   | gravel        | Gabriela Sabatini | Gigi Fernández Natallja Zverava       | 1-6, 3-6      |         |
| 6.               | 1994-11-13 | WTA Philadelphia | Tier I   | 750.000   | tapijt (i)    | Gabriela Sabatini | Gigi Fernández Natallja Zverava       | 6-4, 4-6, 2-6 |         |
| 7.               | 1995-02-19 | WTA Oklahoma     | Tier III | 161.250   | hardcourt (i) | Katrina Adams     | Nicole Arendt Laura Golarsa           | 4-6, 3-6      |         |
| 8.               | 1995-09-10 | US Open          | G.S.     | 4.900.000 | hardcourt     | Rennae Stubbs     | Gigi Fernández Natallja Zverava       | 5-7, 3-6      | details |
| 9.               | 1995-10-01 | WTA Leipzig      | Tier II  | 430.000   | tapijt (i)    | Caroline Vis      | Meredith McGrath Larisa Neiland       | 4-6, 4-6      |         |
| 10.              | 1997-02-23 | WTA Hannover     | Tier II  | 450.000   | tapijt (i)    | Larisa Neiland    | Nicole Arendt Manon Bollegraf         | 6-4, 3-6, 6-7 |         |

### WTA-finaleplaatsen gemengd dubbelspel
| nr.              | finale     | toernooi      | ondergrond | partner          | tegenstanders            | score    |         |
| ---------------- | ---------- | ------------- | ---------- | ---------------- | ------------------------ | -------- | ------- |
| gewonnen finales |            |               |            |                  |                          |          |         |
| geen             |            |               |            |                  |                          |          |         |
| verloren finales |            |               |            |                  |                          |          |         |
| 1.               | 1988-06-05 | Roland Garros | gravel     | Michiel Schapers | Lori McNeil Jorge Lozano | 5-7, 2-6 | details |

## Resultaten grandslamtoernooien
| Legenda | Legenda                          |
| ------- | -------------------------------- |
| g.t.    | geen toernooi gehouden           |
| l.c.    | lagere categorie                 |
| –       | niet deelgenomen                 |
| G       | uitgeschakeld in de groepsfase   |
| 1R      | uitgeschakeld in de eerste ronde |
| 2R      | uitgeschakeld in de tweede ronde |
| 3R      | uitgeschakeld in de derde ronde  |
| 4R      | uitgeschakeld in de vierde ronde |
| KF      | uitgeschakeld in de kwartfinale  |
| HF      | uitgeschakeld in de halve finale |
| F       | de finale verloren               |
| W       | het toernooi gewonnen            |
| w-v     | winst/verlies-balans             |

### Enkelspel
| Toernooi        | 1987 | 1988 | 1989 | 1990 | 1991 | 1992 | 1993 | 1994 | 1995 | 1996 | 1997 | 1998 | 1999 |
| --------------- | ---- | ---- | ---- | ---- | ---- | ---- | ---- | ---- | ---- | ---- | ---- | ---- | ---- |
| Australian Open | –    | 1R   | 4R   | 2R   | 1R   | 1R   | –    | –    | 4R   | 4R   | 2R   | 2R   | –    |
| Roland Garros   | –    | 4R   | 1R   | 2R   | 1R   | 3R   | 4R   | 3R   | 2R   | 3R   | 3R   | 1R   | 1R   |
| Wimbledon       | –    | 1R   | 1R   | 4R   | 4R   | 1R   | 3R   | 2R   | KF   | 3R   | 3R   | –    | –    |
| US Open         | 1R   | 1R   | 1R   | 1R   | 2R   | 3R   | 3R   | 1R   | KF   | 2R   | 2R   | –    | –    |

### Vrouwendubbelspel
| Toernooi        | 1988 | 1989 | 1990 | 1991 | 1992 | 1993 | 1994 | 1995 | 1996 | 1997 | 1998 | 1999 |
| --------------- | ---- | ---- | ---- | ---- | ---- | ---- | ---- | ---- | ---- | ---- | ---- | ---- |
| Australian Open | 2R   | 1R   | HF   | 1R   | HF   | –    | –    | 2R   | 2R   | 3R   | 2R   | –    |
| Roland Garros   | 1R   | HF   | KF   | 1R   | 2R   | 3R   | 3R   | 3R   | 2R   | 2R   | –    | 1R   |
| Wimbledon       | 1R   | KF   | 2R   | 2R   | 2R   | 1R   | 2R   | HF   | –    | 3R   | –    | –    |
| US Open         | 1R   | 1R   | 3R   | 2R   | 1R   | 3R   | –    | F    | 1R   | 1R   | –    | –    |

### Gemengd dubbelspel
| Toernooi        | 1988 | 1989 | 1990 | 1991 | 1992 | 1993 | 1994 | 1995 | 1996 | 1997 |
| --------------- | ---- | ---- | ---- | ---- | ---- | ---- | ---- | ---- | ---- | ---- |
| Australian Open | –    | 1R   | –    | –    | 2R   | –    | –    | 1R   | 1R   | –    |
| Roland Garros   | F    | 2R   | KF   | 3R   | 1R   | HF   | 1R   | KF   | 2R   | KF   |
| Wimbledon       | 1R   | 2R   | 1R   | KF   | 3R   | 1R   | 2R   | 2R   | –    | 1R   |
| US Open         | –    | –    | 2R   | 1R   | 2R   | 2R   | –    | KF   | –    | HF   |